# Фабіан Мессіна
Фабіан Мессіна (ісп. Fabian Messina, нар. 16 вересня 2002, Штутгарт) — німецький і домініканський футболіст, півзахисник німецького «Франкфурта» і національної збірної Домініканської Республіки.

## Клубна кар'єра
Народився 16 вересня 2002 року в місті Штутгарт.
У дорослому футболі дебютував 2021 року виступами за команду «Зонненгоф Гросашпах», в якій провів один сезон, взявши участь у 30 матчах чемпіонату. 
До складу клубу «Франкфурт» приєднався 2022 року. Станом на 4 липня 2024 року відіграв за франкфуртський клуб 33 матчі в національному чемпіонаті.

## Виступи за збірні
У 2021 році залучався до складу молодіжної збірної Домініканської Республіки. На молодіжному рівні зіграв у 3 офіційних матчах.
У 2022 році дебютував в офіційних матчах у складі національної збірної Домініканської Республіки.
| Дата      | Місто                                            | Господарі                | Результат | Гості                    | Турнір                                        | Голи | Примітки |
| --------- | ------------------------------------------------ | ------------------------ | --------- | ------------------------ | --------------------------------------------- | ---- | -------- |
| 3-6-2022  | Бельмопан                                        | Беліз                    | 0 – 2     | Домініканська Республіка | Ліга націй КОНКАКАФ 2022-2023 - Груповий етап | -    | 71'      |
| 6-6-2022  | Санто-Домінго                                    | Домініканська Республіка | 2 – 3     | Французька Гвіана        | Ліга націй КОНКАКАФ 2022-2023 - Груповий етап | -    | 62'      |
| 11-6-2022 | Санто-Домінго                                    | Домініканська Республіка | 1 – 1     | Гватемала                | Ліга націй КОНКАКАФ 2022-2023 - Груповий етап | -    |          |
| 14-6-2022 | Гватемала (місто)                                | Гватемала                | 2 – 0     | Домініканська Республіка | Ліга націй КОНКАКАФ 2022-2023 - Груповий етап | -    |          |
| 23-3-2023 | Ремір-Монжолі                                    | Французька Гвіана        | 1 – 1     | Домініканська Республіка | Ліга націй КОНКАКАФ 2022-2023 - 1-й етап      | -    | 63'      |
| 28-3-2023 | Сан-Кристобаль (місто, Домініканська Республіка) | Домініканська Республіка | 2 – 0     | Беліз                    | Ліга націй КОНКАКАФ 2022-2023 - 1-й етап      | -    | 71'      |
| Усього    |                                                  | Матчів                   | 6         |                          | Голів                                         | 0    |          |